# فرد إتش. فرانك
فرد إتش. فرانك هو سياسي أمريكي، ولد في 1 يوليو 1895، وتوفي في 10 يوليو 1957. نشط حزبياً في الحزب الجمهوري. وقد انتخب عضو جمعية ولاية ويسكونسن ‏.